# 을지 프리덤 가디언

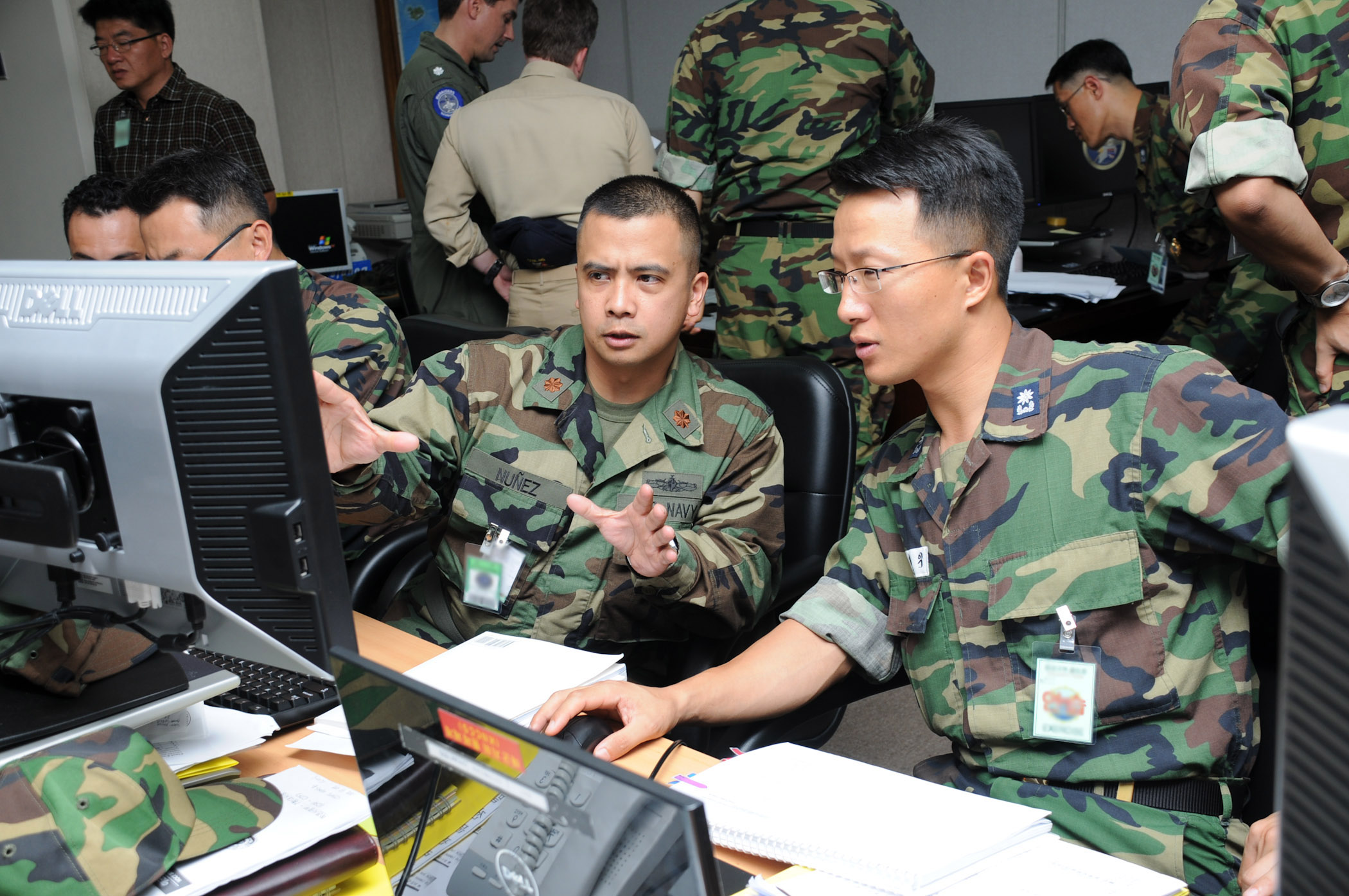
2009년 을지 프리덤 가디언 훈련

을지 프리덤 가디언(영어: Ulchi-Freedom Guardian, UFG)은 2008년까지 을지 포커스 렌즈(영어: Ulchi-Focus Lens)로도 알려져 있는 대한민국과 미국간의 합동 군사 훈련이다. 이 군사 훈련의 명칭은 고구려의 을지문덕 장군의 이름에서 유래한다. 한국 전쟁의 휴전이후 북한 조선인민군의 공격을 방어하기 위해 매년마다 시행되고 있다.
2015년에 시행되는 대한민국의 전시작전권 환수를 위해 대한민국 육군과 해군 참모총장에게 작전지휘권을 부여하는 개편안이 2011년도 훈련에 도입되었다. 대한민국군 56,000여명(+ 증원군 3,000명)과 미국군 30,000여명이 동원되었으며, 8월 16일부터 26일까지 10일동안 진행하였다.

## 역사
전투지휘소작전연습(CPX, Command Post eXercise)은 1954년부터 유엔사 주관으로 시행하던 포커스 렌즈 군사연습과 1968년 북한 무장공비 청와대 기습사건을 계기로 시작된 정부차원의 군사지원훈련인 을지연습이 통합된 것이다.
1998년 을지훈련 당시, 김대중 대통령 장관들은 모처에서 한반도 전쟁 시나리오를 비디오로 감상했다. 북한이 선제 남침할 경우 사흘 만에 서울·경기지역 주민 약 60만명이 목숨을 잃게 된다는 내용이었다.
2017 UFG 연습은 8월 21일부터 31일까지 11일간 실시되며, 1부(8.21~25)와 2부 연습(8.28~31)으로 나뉜다. 1부 연습은 정부·군사 연습, 2부 연습은 군사 연습이다.

## 같이 보기
- 군사 훈련
- 키 리졸브
- 훈련 이력
- 자유의 수호자 을지문덕